# Eday Airport

i7
i11
i13
Der Eday Airport (IATA-Code: EOI, ICAO-Code: EGED) befindet sich auf der Insel Eday in Orkney, Schottland. Da er in der Nähe der Bay of London liegt, ist er lokal auch als London Airport bekannt. Die Bay of London mag so genannt worden sein wegen der Lunde die dort brüten: Altnordisch lundi = „Lunde“, Altnordisch á Lundunum = „bei den Lunden“.
Eday Airport hat eine CAA Ordinary Licence (Nummer P573), die Flüge für die Beförderung von Passagieren oder Flugunterricht erlaubt, die vom Lizenznehmer (Orkney Islands Council) zugelassen sind, Nachtflüge sind aber verboten.

## Fluggesellschaften und Ziele
Folgende Fluggesellschaften betreiben regelmäßige Linien- und Charterdienste am Eday Airport:
| Fluggesellschaft | Flugziel                  |
| ---------------- | ------------------------- |
| Loganair         | Kirkwall, North Ronaldsay |